# ニコライ・トリイク
ニコライ・トリイク（Nikolai Voldemar Triik、1884年8月7日 - 1940年8月12日）は、エストニアのモダニズムの画家、版画家である。

## 略歴
タリンの中流の家族の出身で地元の学校で学んだ後、サンクトペテルブルクの工芸学校に入学した。1905年に学生ストライキに参加したため、退学となり、タリンに戻り、画家アンツ・ライクマー(Ants Laikmaa)の個人学校で学んだ。
この頃、エストニアの画家、コンラート・メギやタッサ(Aleksander Tassa)とフィンランドのオーランド諸島を旅し、ヘルシンキでフィンランド芸術協会の運営する絵画教室で学んだ。1906年に裕福な工場主の娘と結婚した。パリに移り、1908年までフランスに滞在しアカデミー・コラロッシ、アカデミー・ジュリアンやエコール・デ・ボザールなどで学んだ。
1908年には、サンクトペテルブルクに戻り、ニコライ・リョーリフの授業に参加した。 1910年まで、ロシアとタルトゥを行き来し、エストニアの雑誌の表紙絵なども描いた。デンマークやドイツを旅した後、1913年から本格的にエストニアでの活動を始めた。タリンで美術教師として働いた後、1916年にエストニア美術協会の役員に就任し、ロシアからエストニアが独立した後、エストニア教育省の美術部門の部長に任じられ、1921年に新たにタルトゥに設立された美術学校、「Pallas」で教え初め、1926年までタルトゥで商業美術を教えた。1928年にタリンでの仕事に戻った。
画家としては肖像画作品などの評価が高い。ソ連による「バルト諸国占領」の後の1940年に引退し、その年タリンで死去した。

## 作品

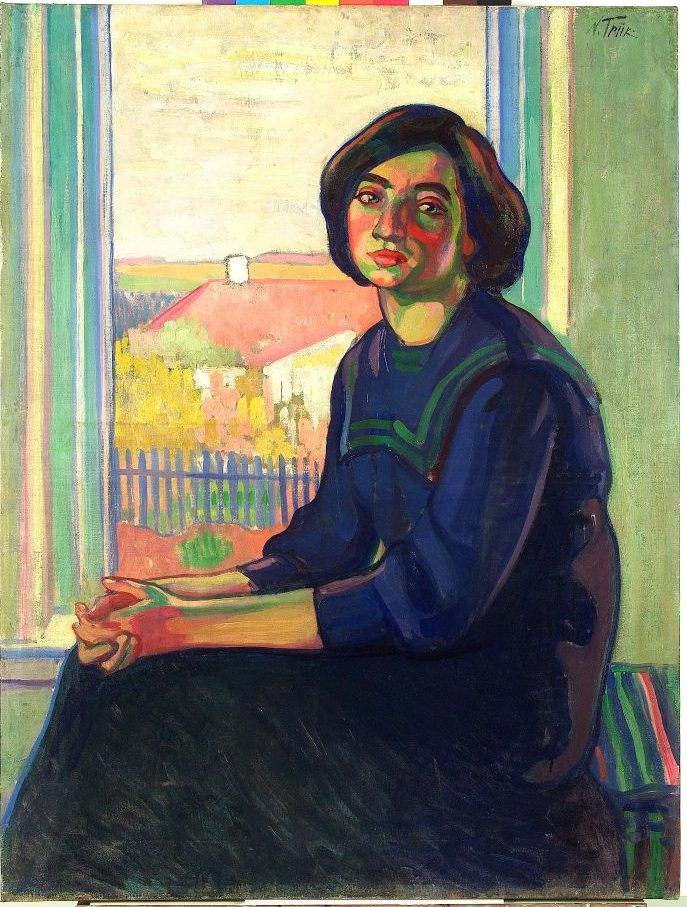
Portrait of V. Martna (1910)
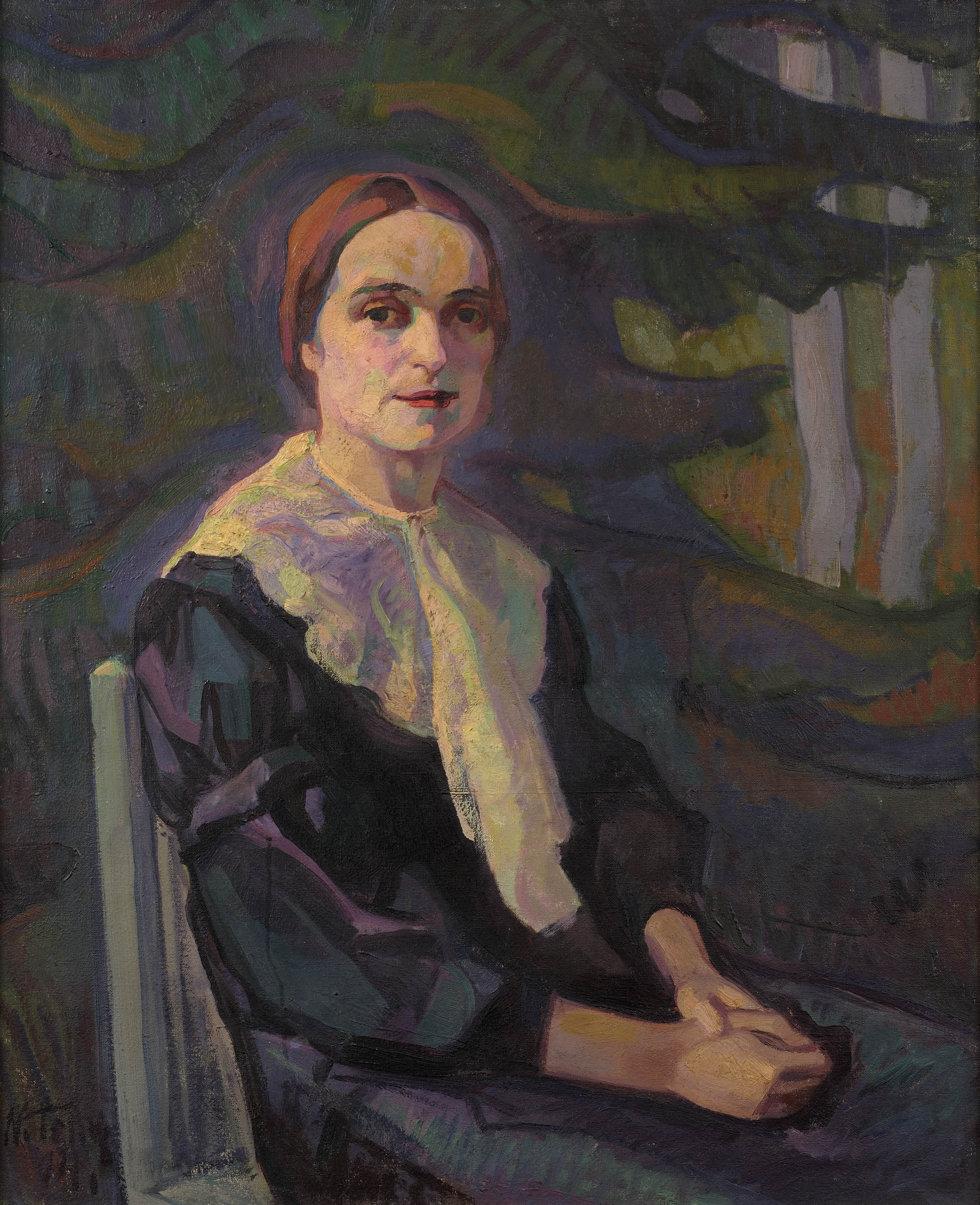
"Portrait of Aino Suits"(1914)
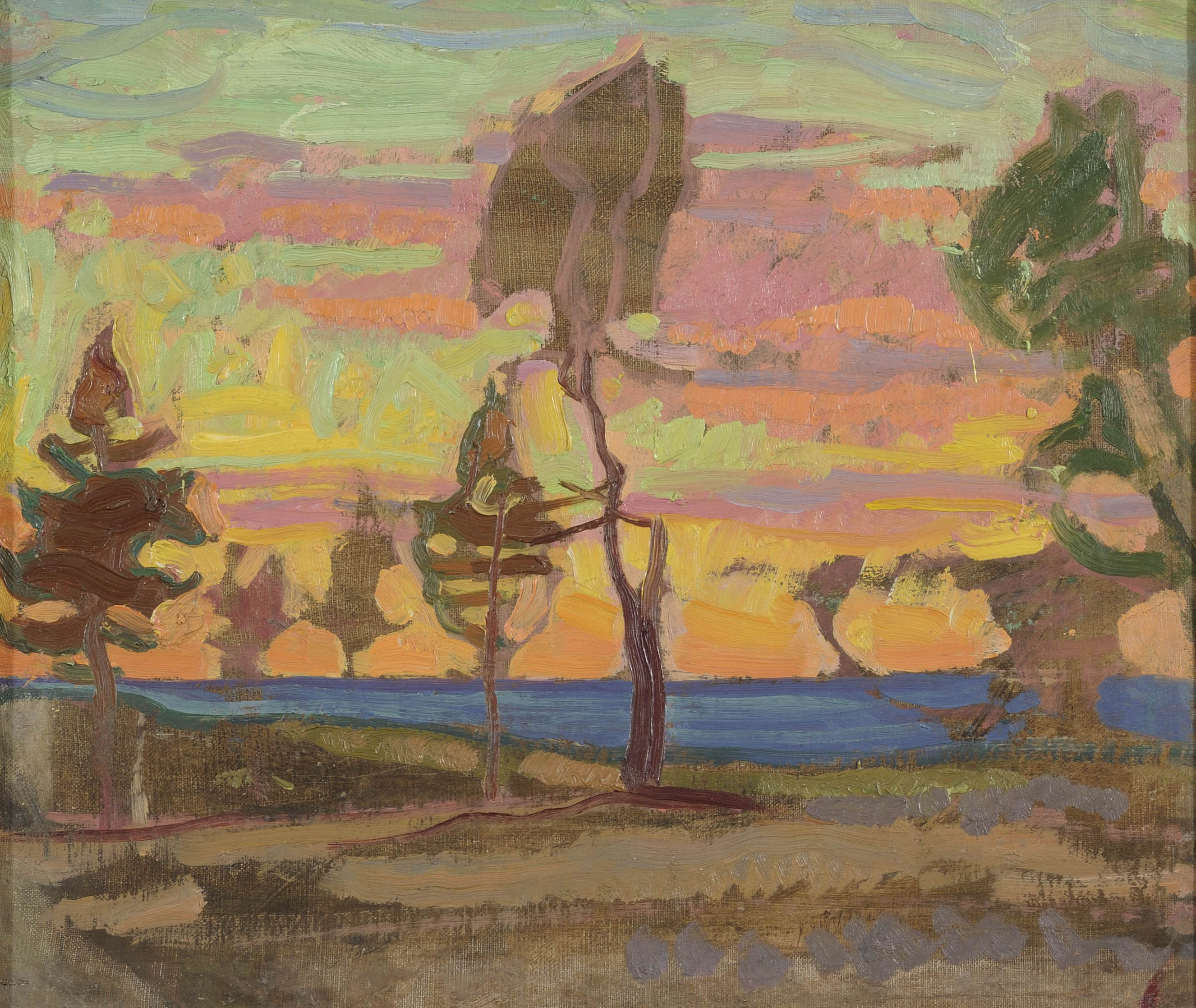
フィンランドの風景 (1914)
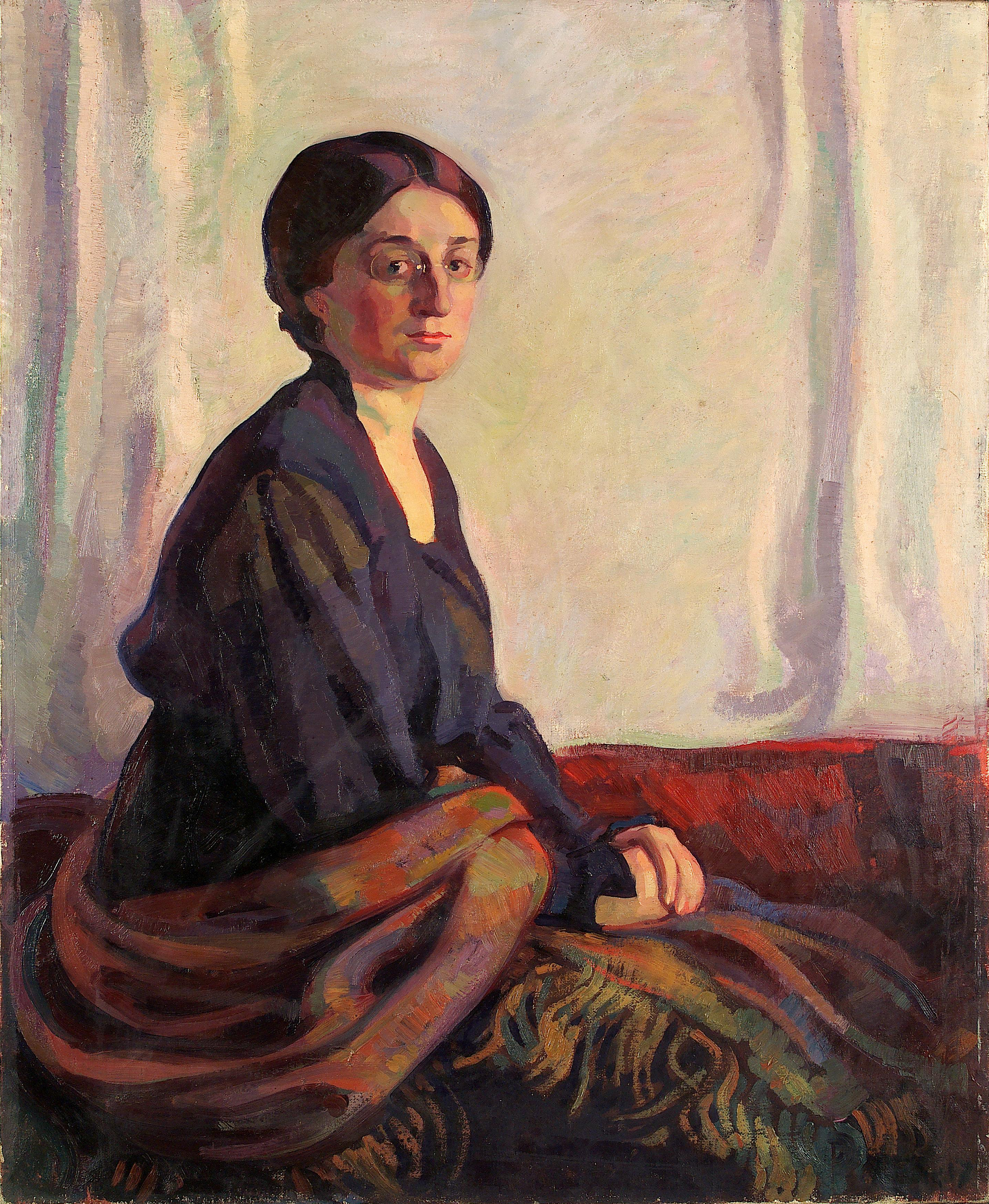
Portrait of Ella Lüüs (1917)
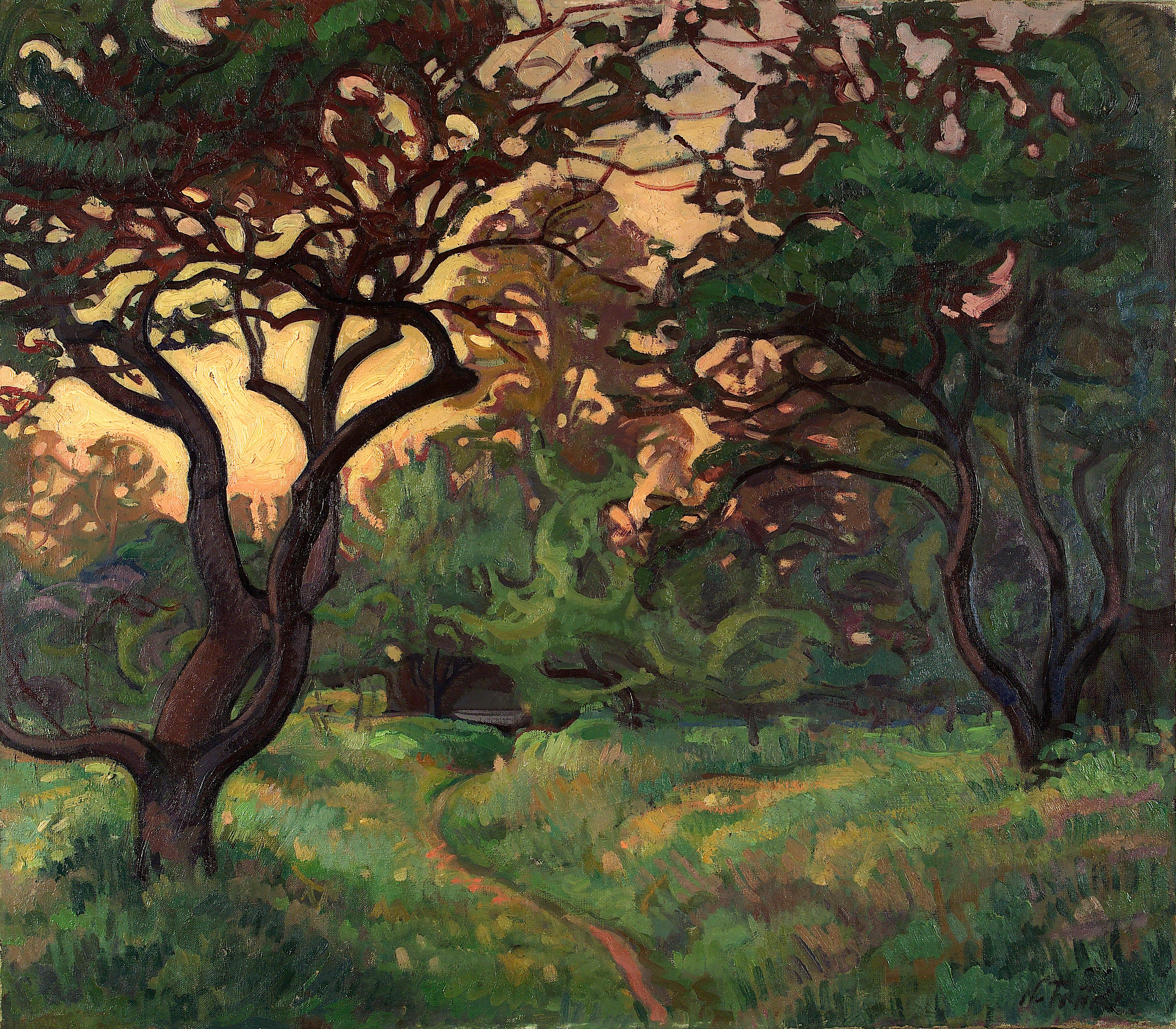
(1917)
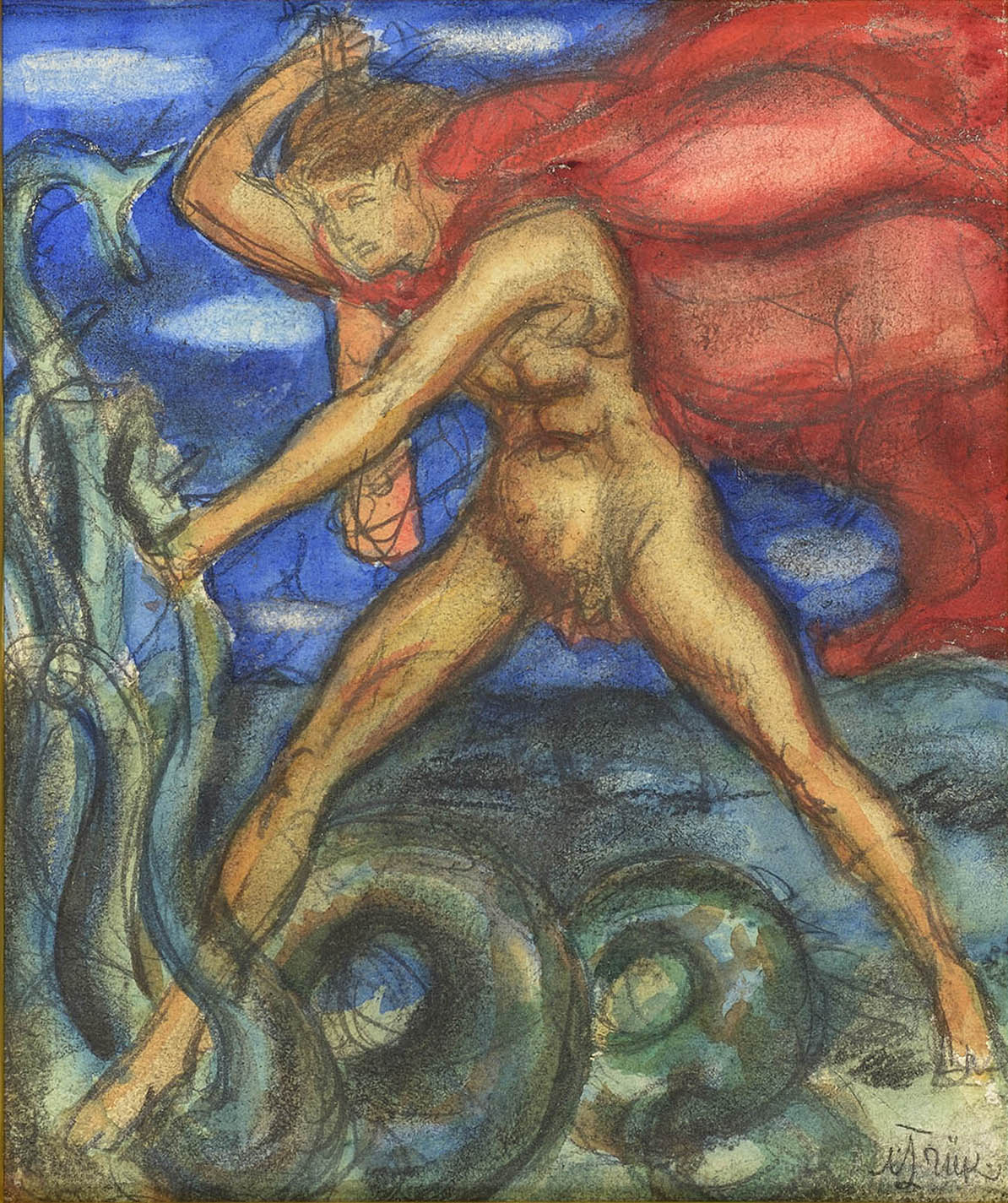
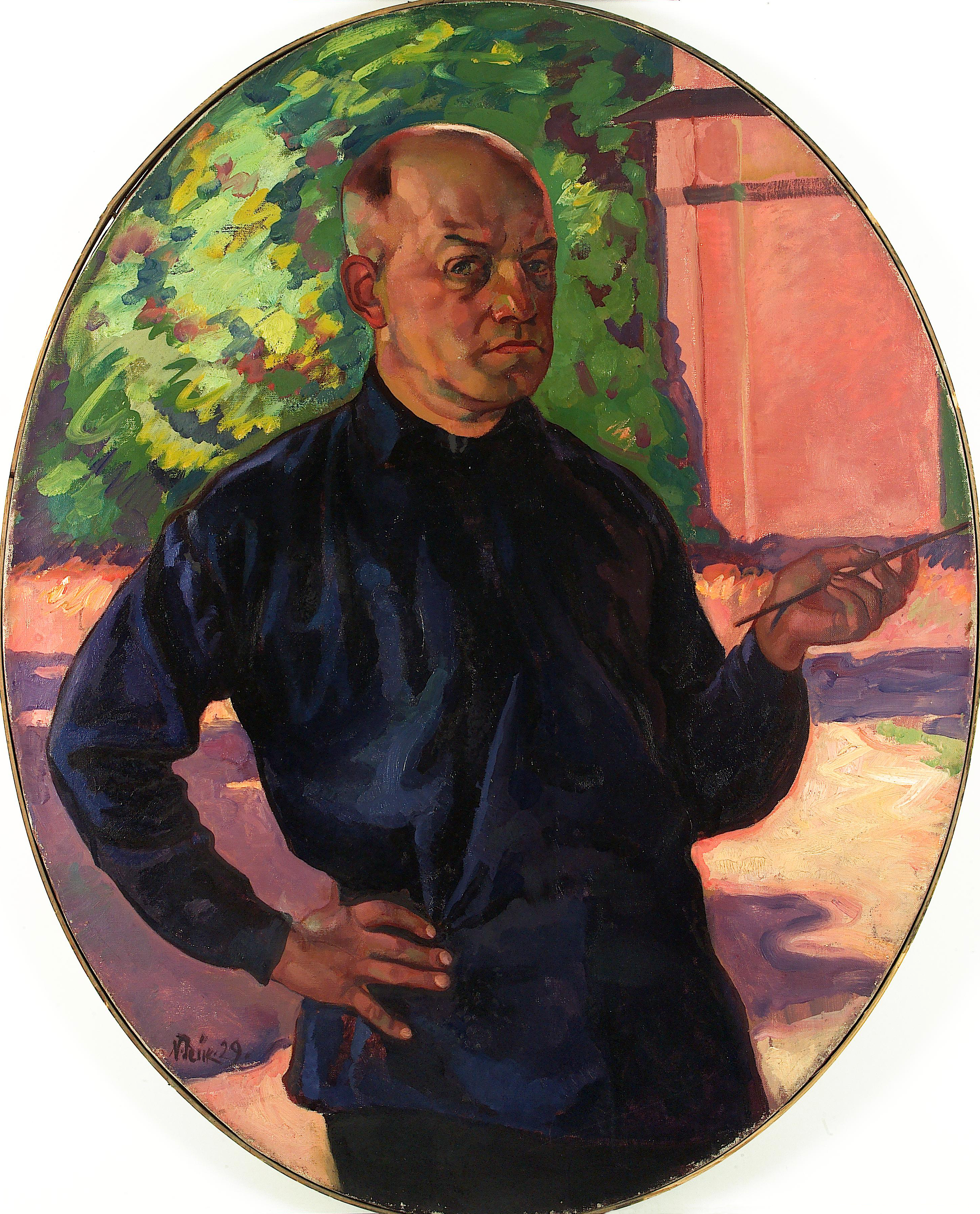
自画像(1927)
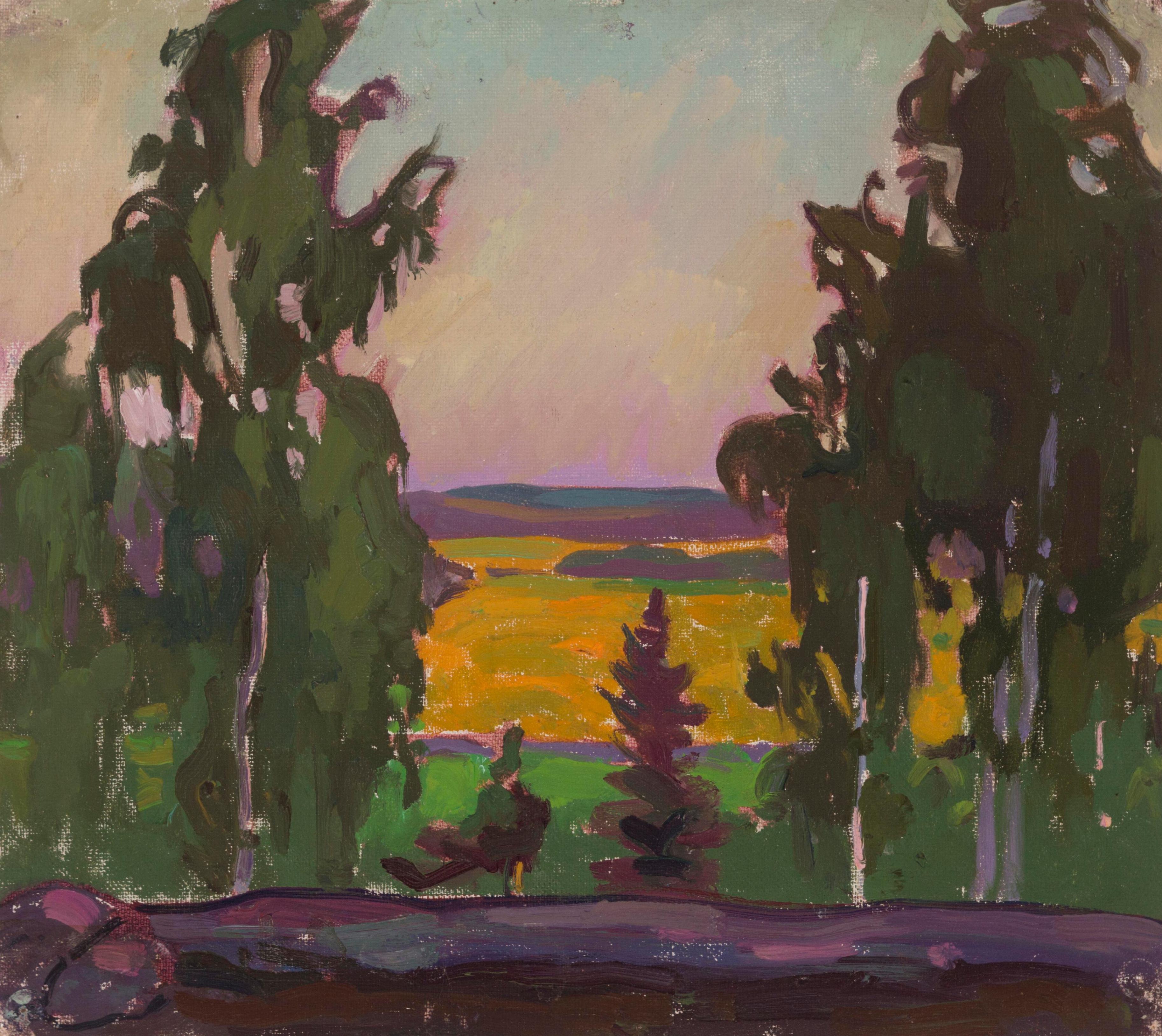
(1931)